# 부산광역시의회의원 목록
다음은 부산광역시의회의원 47명 명단이다.

## 의원 목록
| 선거구             | 이름   | 소속정당     | 관할구역                                                                                           | 비고 |
| ------------------ | ------ | ------------ | -------------------------------------------------------------------------------------------------- | ---- |
| 중구 선거구        | 강주택 | 국민의힘     | 중구 전역                                                                                          |      |
| 서구 제1선거구     | 송상조 | 국민의힘     | 동대신제1동, 동대신제2동, 동대신제3동, 서대신제1동, 서대신제3동, 서대신제4동, 부민동               |      |
| 서구 제2선거구     | 최도석 | 국민의힘     | 아미동, 초장동, 충무동, 남부민제1동, 남부민제2동, 암남동                                           |      |
| 동구 제1선거구     | 강철호 | 국민의힘     | 초량제1동, 초량제2동, 초량제3동, 초량제6동, 수정제1동, 수정제2동, 수정제4동                        |      |
| 동구 제2선거구     | 황석칠 | 국민의힘     | 수정제5동, 좌천동, 범일제1동, 범일제2동, 범일제5동                                                 |      |
| 영도구 제1선거구   | 안성민 | 국민의힘     | 남항동, 영선제1동, 영선제2동, 신선동, 봉래제1동, 봉래제2동, 청학제1동                              |      |
| 영도구 제2선거구   | 양준모 | 국민의힘     | 청학제2동, 동삼제1동, 동삼제2동, 동삼제3동                                                         |      |
| 부산진구 제1선거구 | 박희용 | 국민의힘     | 부전제1동, 연지동, 초읍동, 양정제1동, 양정제2동                                                    |      |
| 부산진구 제2선거구 | 이대석 | 국민의힘     | 부암제1동, 부암제3동, 당감제1동, 당감제2동, 당감제4동                                              |      |
| 부산진구 제3선거구 | 김재운 | 국민의힘     | 부전제2동, 전포제1동, 전포제2동, 범천제1동, 범천제2동                                              |      |
| 부산진구 제4선거구 | 배영숙 | 국민의힘     | 가야제1동, 가야제2동, 개금제1동, 개금제2동, 개금제3동                                              |      |
| 동래구 제1선거구   | 박중묵 | 국민의힘     | 수민동, 복산동, 명륜동, 온천제1동                                                                  |      |
| 동래구 제2선거구   | 송우현 | 국민의힘     | 온천제2동, 온천제3동, 사직제1동, 사직제2동, 사직제3동                                              |      |
| 동래구 제3선거구   | 서국보 | 국민의힘     | 안락제1동, 안락제2동, 명장제1동, 명장제2동                                                         |      |
| 남구 제1선거구     | 조상진 | 국민의힘     | 대연제4동, 대연제5동, 대연제6동, 용당동, 감만제1동, 감만제2동, 우암동                              |      |
| 남구 제2선거구     | 정태숙 | 국민의힘     | 문현제1동, 문현제2동, 문현제3동, 문현제4동                                                         |      |
| 남구 제3선거구     | 성현달 | 국민의힘     | 대연제1동, 대연제3동                                                                               |      |
| 남구 제4선거구     | 김광명 | 국민의힘     | 용호제1동, 용호제2동, 용호제3동, 용호제4동                                                         |      |
| 북구 제1선거구     | 박대근 | 국민의힘     | 구포제1동, 구포제2동, 구포제3동, 덕천제2동                                                         |      |
| 북구 제2선거구     | 김효정 | 국민의힘     | 덕천제1동, 덕천제3동, 만덕제1동, 만덕제2동, 만덕제3동                                              |      |
| 북구 제3선거구     | 이종진 | 국민의힘     | 금곡동, 화명제2동                                                                                  |      |
| 북구 제4선거구     | 박종율 | 국민의힘     | 화명제1동, 화명제3동                                                                               |      |
| 해운대구 제1선거구 | 신정철 | 국민의힘     | 우제1동, 우제2동, 우제3동, 중제1동                                                                 |      |
| 해운대구 제2선거구 | 임말숙 | 국민의힘     | 중제2동, 좌제1동, 좌제2동, 좌제3동, 좌제4동, 송정동                                                |      |
| 해운대구 제3선거구 | 김태효 | 국민의힘     | 반여제2동, 반여제3동, 재송제1동, 재송제2동                                                         |      |
| 해운대구 제4선거구 | 강무길 | 국민의힘     | 반여제1동, 반여제4동, 반송제1동, 반송제2동                                                         |      |
| 사하구 제1선거구   | 최영진 | 국민의힘     | 괴정제1동, 괴정제2동, 괴정제3동, 괴정제4동                                                         |      |
| 사하구 제2선거구   | 강달수 | 국민의힘     | 당리동, 하단제1동, 하단제2동                                                                       |      |
| 사하구 제3선거구   | 성창용 | 국민의힘     | 신평제1동, 신평제2동, 구평동, 감천제1동, 감천제2동                                                 |      |
| 사하구 제4선거구   | 이복조 | 국민의힘     | 장림제1동, 장림제2동, 다대제1동, 다대제2동                                                         |      |
| 금정구 제1선거구   | 윤일현 | 국민의힘     | 서제1동, 서제2동, 서제3동, 금사동, 부곡제1동, 부곡제2동, 부곡제3동, 부곡제4동, 선두구동, 장전제2동 |      |
| 금정구 제2선거구   | 이준호 | 국민의힘     | 장전제1동, 청룡노포동, 남산동, 구서제1동, 구서제2동, 금성동                                        |      |
| 강서구 제1선거구   | 이종환 | 국민의힘     | 대저1동, 대저2동, 강동동, 명지1동, 가락동                                                          |      |
| 강서구 제2선거구   | 송현준 | 국민의힘     | 명지2동, 녹산동, 가덕도동                                                                          |      |
| 연제구 제1선거구   | 안재권 | 국민의힘     | 거제제1동, 거제제2동, 거제제3동, 거제제4동, 연산제2동, 연산제4동, 연산제5동                        |      |
| 연제구 제2선거구   | 김형철 | 국민의힘     | 연산제1동, 연산제3동, 연산제6동, 연산제8동, 연산제9동                                              |      |
| 수영구 제1선거구   | 박철중 | 국민의힘     | 남천제1동, 남천제2동, 광안제1동, 광안제2동, 광안제3동, 광안제4동                                   |      |
| 수영구 제2선거구   | 이승연 | 국민의힘     | 수영동, 망미제1동, 망미제2동, 민락동                                                               |      |
| 사상구 제1선거구   | 윤태한 | 국민의힘     | 삼락동, 모라제1동, 모라제3동, 덕포제1동, 덕포제2동, 괘법동, 감전동                                 |      |
| 사상구 제2선거구   | 김창석 | 국민의힘     | 주례제1동, 주례제2동, 주례제3동, 학장동, 엄궁동                                                    |      |
| 기장군 제1선거구   | 박종철 | 국민의힘     | 기장읍, 일광읍, 철마면                                                                             |      |
| 기장군 제2선거구   | 이승우 | 국민의힘     | 장안읍, 정관읍                                                                                     |      |
| 비례대표           | 서지연 | 더불어민주당 | 부산광역시 일원                                                                                    |      |
| 비례대표           | 반선호 | 더불어민주당 | 부산광역시 일원                                                                                    |      |
| 비례대표           | 문영미 | 국민의힘     | 부산광역시 일원                                                                                    |      |
| 비례대표           | 박진수 | 국민의힘     | 부산광역시 일원                                                                                    |      |
| 비례대표           | 정채숙 | 국민의힘     | 부산광역시 일원                                                                                    |      |

## 같이 보기
- 부산광역시의회